# ATC M01 – Gyulladásgátlók és reuma elleni készítmények
Az ATC M01 – Gyulladásgátlók és reuma elleni készítmények a gyógyszerek anatómiai, gyógyászati és kémiai osztályozási rendszerének (ATC) egyik alcsoportja.
| ATC M   | Váz- és izomrendszer                                     |
| ------- | -------------------------------------------------------- |
| ATC M01 | Gyulladásgátlók és reuma elleni készítmények             |
| ATC M02 | Ízületi- és izomfájdalmak kezelésének helyi készítményei |
| ATC M03 | Izomrelaxánsok                                           |
| ATC M04 | Köszvény elleni készítmények                             |
| ATC M05 | Csontbetegségek kezelésének gyógyszerei                  |
| ATC M09 | A váz- és izomrendszer betegségeinek egyéb gyógyszerei   |

## M01A Nem szteroid gyulladásgátlók és reuma elleni készítmények

### M01AAButil-pirazolidinek
| M01AA01  | Fenilbutazon  | Phenylbutazone  | Phenylbutazonum |
| M01AA02  | Mofebutazon   | Mofebutazone    |                 |
| M01AA03  | Oxifenbutazon | Oxyphenbutazone |                 |
| M01AA05  | Klofezon      | Clofezone       |                 |
| M01AA06  | Kebuzon       | Kebuzon         |                 |
| QM01AA90 | Szuxibuzon    | Suxibuzone      | Suxibuzonum     |
| QM01AA99 | Kombinációk   | Kombinációk     |                 |

### M01ABEcetsav-származékok és rokon vegyületek
| M01AB01 | Indometacin             | Indometacin             | Indometacinum                               |
| M01AB02 | Szulindak               | Sulindac                | Sulindacum                                  |
| M01AB03 | Tolmetin                | Tolmetin                |                                             |
| M01AB04 | Zomepirak               | Zomepirac               |                                             |
| M01AB05 | Diklofenák              | Diclofenac              | Diclofenacum kalicum, Diclofenacum natricum |
| M01AB06 | Alklofenák              | Alclofenac              |                                             |
| M01AB07 | Bumadizon               | Bumadizon               |                                             |
| M01AB08 | Etodolak                | Etodolac                | Etodolacum                                  |
| M01AB09 | Lonazolak               | Lonazolac               |                                             |
| M01AB10 | Fentiazák               | Fentiazac               |                                             |
| M01AB11 | Acemetacin              | Acemetacin              |                                             |
| M01AB12 | Difenpiramid            | Difenpiramide           |                                             |
| M01AB13 | Oxametacin              | Oxametacin              |                                             |
| M01AB14 | Proglumetacin           | Proglumetacin           |                                             |
| M01AB15 | Ketorolak               | Ketorolac               | Ketorolacum trometamolum                    |
| M01AB16 | Aceklofenák             | Aceclofenac             | Aceclofenacum                               |
| M01AB17 | Bufexamák               | Bufexamac               | Bufexamacum                                 |
| M01AB51 | Indometacin kombinációk | Indometacin kombinációk |                                             |
| M01AB55 | Diklofenák kombinációk  | Diklofenák kombinációk  |                                             |

### M01AC 	Oxikámok
| M01AC01 | Piroxikám             | Piroxicam             | Piroxicamum |
| M01AC02 | Tenoxikám             | Tenoxicam             | Tenoxicamum |
| M01AC04 | Droxikám              | Droxicam              |             |
| M01AC05 | Lornoxikám            | Lornoxicam            |             |
| M01AC06 | Meloxikám             | Meloxicam             |             |
| M01AC56 | Meloxikám kombinációk | Meloxikám kombinációk |             |

### M01AEPropionsav-származékok
| M01AE01  | Ibuprofén                | Ibuprofen                | Ibuprofenum          |
| M01AE02  | Naproxén                 | Naproxen                 | Naproxenum           |
| M01AE03  | Ketoprofén               | Ketoprofen               | Ketoprofenum         |
| M01AE04  | Fenoprofén               | Fenoprofen               |                      |
| M01AE05  | Fenbufen                 | Fenbufen                 | Fenbufenum           |
| M01AE06  | Benoxaprofén             | Benoxaprofen             |                      |
| M01AE07  | Szuprofén                | Suprofen                 |                      |
| M01AE08  | Pirprofén                | Pirprofen                |                      |
| M01AE09  | Flurbiprofén             | Flurbiprofen             | Flurbiprofenum       |
| M01AE10  | Indoprofén               | Indoprofen               |                      |
| M01AE11  | Tiaprofénsav             | Tiaprofenic acid         | Acidum tiaprofenicum |
| M01AE12  | Oxaprozin                | Oxaprozin                |                      |
| M01AE13  | Ibuproxám                | Ibuproxam                |                      |
| M01AE14  | Dexibuprofén             | Dexibuprofen             |                      |
| M01AE15  | Flunoxaprofén            | Flunoxaprofen            |                      |
| M01AE16  | Alminoprofén             | Alminoprofen             |                      |
| M01AE17  | Dexketoprofén            | Dexketoprofen            |                      |
| M01AE18  | Naproxcinod              | Naproxcinod              |                      |
| M01AE51  | Ibuprofén kombinációban  | Ibuprofén kombinációban  |                      |
| M01AE52  | Naproxén és ezomeprazol  | Naproxén és ezomeprazol  |                      |
| M01AE53  | Ketoprofén kombinációban | Ketoprofén kombinációban |                      |
| M01AE56  | Naproxén és mizoprosztol | Naproxén és mizoprosztol |                      |
| QM01AE90 | Vedaprofén               | Vedaprofen               |                      |
| QM01AE91 | Karprofén                | Carprofen                |                      |
| QM01AE92 | Tepoxalin                | Tepoxalin                |                      |

### M01AGFenamátok
| ATC     | Magyar          | INN               | Gyógyszerkönyv      |
| ------- | --------------- | ----------------- | ------------------- |
| M01AG01 | Mefenaminsav    | Mefenamic acid    | Acidum mefenamicum  |
| M01AG02 | Tolfenaminsav   | Tolfenamic acid   | Acidum tolfenamicum |
| M01AG03 | Flufenaminsav   | Flufenamic acid   |                     |
| M01AG04 | Meklofenaminsav | Meclofenamic acid |                     |

### M01AHKoxibok
| M01AH01  | Celekoxib   | Celecoxib   |
| M01AH02  | Rofekoxib   | Rofecoxib   |
| M01AH03  | Valdekoxib  | Valdecoxib  |
| M01AH04  | Parekoxib   | Parecoxib   |
| M01AH05  | Etorikoxib  | Etoricoxib  |
| M01AH06  | Lumirakoxib | Lumiracoxib |
| QM01AH90 | Firokoxib   | Firocoxib   |
| QM01AH91 | Robenakoxib | Robenacoxib |
| QM01AH92 | Mavakoxib   | Mavacoxib   |
| QM01AH93 | Cimikoxib   | Cimicoxib   |

### M01AX Egyéb nem szteroid gyulladásgátlók és reuma elleni szerek
| M01AX01 | Nabumeton                     | Nabumetone                                    | Nabumetonum                |
| M01AX02 | Nifluminsav                   | Niflumic acid                                 |                            |
| M01AX04 | Azapropazon                   | Azapropazone                                  |                            |
| M01AX05 | Glükózamin                    | Glucosamine                                   |                            |
| M01AX07 | Benzidamin                    | Benzydamine                                   |                            |
| M01AX12 | Glükózaminoglikán-poliszulfát | Glucosaminoglycan polysulfate                 |                            |
| M01AX13 | Prokvazon                     | Proquazone                                    |                            |
| M01AX14 | Orgotein                      | Orgotein                                      |                            |
| M01AX17 | Nimeszulid                    | Nimesulide                                    | Nimesulidum                |
| M01AX18 | Feprazon                      | Feprazon                                      |                            |
| M01AX21 | Diacerein                     | Diacerein                                     |                            |
| M01AX22 | Morniflumát                   | Morniflumate                                  |                            |
| M01AX23 | Tenidap                       | Tenidap                                       |                            |
| M01AX24 | Oxaceprol                     | Oxaceprol                                     |                            |
| M01AX25 | Kondroitin-szulfát            | Chondroitin sulfate                           | Chondroitini natrii sulfas |
| M01AX26 | Avokádó- és szójababolaj      | Avocado oil and soyabean oil, unsaponifiables |                            |
| M01AX68 | Feprazon kombinációk          | Feprazon kombinációk                          |                            |

## M01B Kombinált gyulladásgátló/reuma elleni készítmények

### M01BAKortikoszteroidokkal kombinált gyulladásgátló/reuma elleni szerek
M01BA01 Fenilbutazon és kortikoszteroidok
M01BA02 Dipirocetil és kortikoszteroidok
M01BA03 Acetilszalicilsav és kortikoszteroidok
QM01BA99 Kombinációk

## M01C 	Specifikus reuma elleni szerek

### M01CAKinolinok
| M01CA03 | Oxicinkofen | Oxycinchophen |

### M01CBAranykészítmények
| M01CB01 | Nátrium-aurotiomalát   | Sodium aurothiomalate  | Natrii aurothiomalas |
| M01CB02 | Nátrium-aurotioszulfát | Sodium aurothiosulfate |                      |
| M01CB03 | Auranofin              | Auranofin              |                      |
| M01CB04 | Aurotioglükóz          | Aurothioglucose        |                      |
| M01CB05 | Aurotioprol            | Aurotioprol            |                      |

### M01CC 	Penicillamin és hasonló szerek
M01CC01 Penicillamine
M01CC02 Bucillamine